# 夏恩喙鲸属
夏恩喙鲸属是喙鲸科下一個已灭绝的屬，生存于中新世，目前已知有兩個種類： C. planrostris 和 C. leidy。